# La rapina
La rapina (3000 Miles to Graceland) è un film statunitense del 2001 diretto da Demian Lichtenstein, interpretato da Kurt Russell, Kevin Costner, Courteney Cox e Christian Slater.

## Trama
Una banda di violenti rapinatori ha messo a punto un piano: svaligiare il caveau del casinò Riviera di Las Vegas travestiti da Elvis Presley, proprio durante la serata dell'annuale giubileo che celebra la grande stella del rock 'n roll.
Il capo della banda è lo psicopatico Murphy, dall'aspetto apparentemente tranquillo e ponderatore, ma in realtà a tal punto eccentrico da essersi veramente convinto di figurare come uno dei figli illegittimi di Elvis Presley. Michael è un criminale professionista appena uscito di galera, che ha appuntamento con Murphy e la sua banda in una stazione di servizio nel deserto del Nevada. Qui, mentre aspetta il convoglio, conosce Cybil, una madre single finita chissà come a vivere in quell'angolo sperduto, e il suo bambino, dotato di una spiccata tendenza al furto. I due, oltre a diventare amanti, saranno coinvolti negli esiti della rapina del casinò in una maniera che non avrebbero mai immaginato.
Una volta penetrati nel caveau e fatta razzia in ogni angolo del deposito, gli Elvis della rapina fuggono verso l'ascensore sotto il fuoco delle guardie di sicurezza, ma nella colluttazione rimane ferito a morte uno della banda, mentre gli altri riescono in qualche modo a scappare in città con i soldi in una valigia. In uno scontro a fuoco tra gli stessi membri rimasti della banda, che vede la morte di un altro rapinatore, Hanson, la valigia viene fortuitamente recuperata da Michael, il quale, per scampare alla minaccia di un Murphy assetato di sangue e in disperata ricerca della valigia, si rifugia nella casa della stessa Cybil, che si trova così da un lato a custodire un segreto di alto valore, dall'altro a disporre di una grande occasione per profittare di un ingente bottino e migliorare la propria condizione economica...

## Produzione

### Riprese
Le riprese sono iniziate il 13 marzo 2000 e sono terminate il 16 maggio dello stesso anno, Per fare il film sono stati utilizzati 62,000,000 Dollari.

## Distribuzione
Il film è uscito nelle sale statunitensi il 23 febbraio 2001, invece in Italia uscì l'anno dopo, cioè il 15 febbraio 2002.

### Edizione italiana
La versione italiana del film è stata curata dalla SEFIT srl - CDC.

## Accoglienza

### Incassi
Il film è stato un flop, avendo incassato un totale di 18,700,000 dollari, a fronte di un  budget di 62,000,000 dollari.

### Critica
Il film ha ricevuto recensioni negative per lo più dalla critica. Il sito aggregatore recensione Rotten Tomatoes ha riferito che il 14% dei critici ha dato al film una recensione positiva sulla base di un campione di 96 recensioni, con un punteggio medio di 3.5 / 10. Metacritic, che assegna un media ponderata punteggio su 100 da recensioni di critica Mainstream, ha dato un punteggio di 21/100 pellicola sulla base di 30 recensioni.

## Riconoscimenti
Il film ha ricevuto alcune nomination durante l'edizione dei Razzie Awards 2001:[1]
- Peggior film
- Peggior attore per Kevin Costner
- Peggior attrice non protagonista per Courteney Cox
- Peggior sceneggiatura scritta da Richard Recco e Demian Lichtenstein
- Peggior coppia per Kurt Russell e Kevin Costner o Courteney Cox

## Curiosità
- Nella scena in cui Murphy (Kevin Costner) sosta in un distributore di carburante, caratterizzato da un aeroplano posto sopra le pompe come copertura del piazzale, viene utilizzato un Grumman OV-1 Mohawk, che verrà fatto esplodere assieme al distributore al termine della scena.
- Sempre la scena in cui Murphy va al distributore di carburante e alla fine della scena fa esplodere tutto ricorda molto la scena del film 1941 - Allarme a Hollywood.
- Nel film non è stata utilizzata nemmeno una canzone di Elvis Presley, a causa dell'alto costo dei diritti d'autore